# Campeonato Mundial de Voleibol Masculino de 1962
El V Campeonato Mundial de Voleibol Masculino se celebró en Moscú (URSS) entre el 16 y el 26 de octubre de 1962 bajo la organización de la Federación Internacional de Voleibol (FIVB) y la Federación Soviética de Voleibol.

## Grupos
| Grupo A    | Grupo B         | Grupo C           | Grupo D         | Grupo E        |
| ---------- | --------------- | ----------------- | --------------- | -------------- |
| Brasil     | Hungría         | Polonia           | China           | Bulgaria       |
| Austria    | Italia          | Albania           | Túnez           | Israel         |
| Yugoslavia | Rumanía         | Japón             | Unión Soviética | Checoslovaquia |
| Finlandia  | Corea del Norte | Alemania Oriental | Países Bajos    | Mongolia       |
|            | Bélgica         |                   |                 |                |

## Primera fase

### Grupo A
| Equipo     | J | G | P | SG | SP | DS | PTS |
| ---------- | - | - | - | -- | -- | -- | --- |
| Yugoslavia | 3 | 3 | 0 | 9  | 2  | +7 | 6   |
| Brasil     | 3 | 2 | 1 | 8  | 3  | +5 | 5   |
| Finlandia  | 3 | 1 | 2 | 3  | 6  | -3 | 4   |
| Austria    | 3 | 0 | 3 | 0  | 9  | -9 | 3   |

### Grupo B
| Equipo          | J | G | P | SG | SP | DS  | PTS |
| --------------- | - | - | - | -- | -- | --- | --- |
| Rumanía         | 4 | 4 | 0 | 12 | 3  | +9  | 8   |
| Hungría         | 4 | 3 | 1 | 11 | 6  | +5  | 7   |
| Corea del Norte | 4 | 2 | 2 | 8  | 6  | +2  | 6   |
| Italia          | 4 | 1 | 3 | 4  | 9  | -5  | 5   |
| Bélgica         | 4 | 0 | 4 | 1  | 12 | -11 | 4   |

### Grupo C
| Equipo            | J | G | P | SG | SP | DS | PTS |
| ----------------- | - | - | - | -- | -- | -- | --- |
| Japón             | 3 | 3 | 0 | 9  | 1  | +8 | 6   |
| Polonia           | 3 | 2 | 1 | 7  | 4  | +3 | 5   |
| Alemania Oriental | 3 | 1 | 2 | 4  | 6  | -2 | 4   |
| Albania           | 3 | 0 | 3 | 0  | 9  | -9 | 3   |

### Grupo D
| Equipo          | J | G | P | SG | SP | DS | PTS |
| --------------- | - | - | - | -- | -- | -- | --- |
| Unión Soviética | 3 | 3 | 0 | 9  | 0  | +9 | 6   |
| China           | 3 | 2 | 1 | 6  | 3  | +3 | 5   |
| Países Bajos    | 3 | 1 | 2 | 3  | 6  | -3 | 4   |
| Túnez           | 3 | 0 | 3 | 0  | 9  | -9 | 3   |

### Grupo E
| Equipo         | J | G | P | SG | SP | DS | PTS |
| -------------- | - | - | - | -- | -- | -- | --- |
| Checoslovaquia | 3 | 3 | 0 | 9  | 1  | +8 | 6   |
| Bulgaria       | 3 | 2 | 1 | 7  | 3  | +4 | 5   |
| Mongolia       | 3 | 1 | 2 | 3  | 7  | -4 | 4   |
| Israel         | 3 | 0 | 3 | 1  | 9  | -8 | 3   |

## Fase final
| Equipo          | J | G | P | SG | SP | DS  | PTS |
| --------------- | - | - | - | -- | -- | --- | --- |
| Unión Soviética | 9 | 9 | 0 | 27 | 6  | +21 | 18  |
| Checoslovaquia  | 9 | 7 | 2 | 22 | 15 | +7  | 16  |
| Rumanía         | 9 | 6 | 3 | 23 | 16 | +7  | 15  |
| Bulgaria        | 9 | 6 | 3 | 21 | 19 | +2  | 15  |
| Japón           | 9 | 5 | 4 | 20 | 20 | 0   | 14  |
| Polonia         | 9 | 3 | 6 | 17 | 18 | -1  | 12  |
| Hungría         | 9 | 3 | 6 | 18 | 21 | -3  | 12  |
| Yugoslavia      | 9 | 3 | 6 | 17 | 21 | -4  | 12  |
| China           | 9 | 3 | 6 | 14 | 24 | -10 | 12  |
| Brasil          | 9 | 0 | 9 | 8  | 27 | -19 | 9   |

## Medallero
|                 |                |         |
| Unión Soviética | Checoslovaquia | Rumanía |

## Clasificación general
| 1. Unión Soviética    |
| 2. Checoslovaquia     |
| 3. Rumanía            |
| 4. Bulgaria           |
| 5. Japón              |
| 6. Polonia            |
| 7. Hungría            |
| 8. Yugoslavia         |
| 9. China              |
| 10. Brasil            |
| 11. Alemania Oriental |
| 12. Países Bajos      |
| 13. Corea del Norte   |
| 14. Italia            |
| 15. Israel            |
| 16. Albania           |
| 17. Mongolia          |
| 18. Finlandia         |
| 19. Austria           |
| 20. Bélgica           |
| 21. Túnez             |

| Predecesor: Brasil 1960 | V Campeonato Mundial de Voleibol Masculino 1962 | Sucesor: Checoslovaquia 1966 |

- Datos: Q1066046